# Santa Colomba de Curueño
Santa Colomba de Curueño település Spanyolországban, León tartományban. Lakosainak száma 507 fő (2024).

## Földrajza
Santa Colomba de Curueño Vegas del Condado, Garrafe de Torío, Matallana de Torío, La Vecilla és Vegaquemada községekkel határos.

## Népesség
A település lakosságának változását az alábbi diagram mutatja:
| Lakosok száma | 623  | 601  | 590  | 570  | 555  | 537  | 508  | 479  | 495  | 507  |
|               | 2001 | 2004 | 2007 | 2009 | 2012 | 2014 | 2017 | 2019 | 2022 | 2024 |